# Andrea Seno
Andrea Seno (Burano, 1º febbraio 1966) è un dirigente sportivo ed ex calciatore italiano, di ruolo centrocampista.

## Carriera

### Giocatore
Dopo una prima parte della carriera disputata quasi totalmente in Serie C (con l'eccezione di tre sole presenze in Serie B col Padova nella stagione 1984-1985 conclusa per i veneti con la retrocessione a tavolino per il cosiddetto Caso Padova), nell'estate 1992 il Foggia lo preleva dal Como per comporre una squadra formata essenzialmente da giocatori provenienti dalle serie minori.
Nella stagione 1992-1993 il Foggia è guidato da Zdeněk Zeman, ottenendo la salvezza. Seno contribuisce al risultato da titolare a centrocampo e realizzando la rete del pareggio interno contro il Milan. Resta in Puglia nella stagione seguente, anche questa conclusa con la salvezza, venendo quindi prelevato dall'Inter per 1,8 miliardi di lire.
Sotto la guida di Ottavio Bianchi, Seno conquista la qualificazione alla Coppa UEFA all'ultima giornata. Nella stagione 1995-1996 subisce un infortunio al ginocchio dal quale non si riprenderà mai completamente e che ne limita l'utilizzo a 2 incontri. Nell'estate 1996 viene ceduto al Bologna e anche a causa dei problemi fisici non riesce ad imporsi come titolare venendo schierato in 11 partite di campionato.
Chiude la carriera nella stagione 1997-1998 ritornando al Padova in una stagione conclusasi con la retrocessione dei biancoscudati in Serie C1. In carriera ha totalizzato complessivamente 90 presenze e 4 reti in Serie A.

### Dirigente
È stato responsabile dell'area tecnica del Venezia per dodici anni (dal 1999 al 2011).
Il 4 dicembre 2012 è stato presentato come nuovo direttore sportivo del Treviso al posto di Mauro Traini.
Dopo il fallimento del 2013, diventa disoccupato fino a giugno 2018 quando la società veneta lo richiama nuovamente allo stesso incarico.

## Curiosità
Il 31 ottobre 2022 partecipa come "ignoto" al programma televisivo Soliti ignoti in onda su Rai 1.